# Серафим, Август Роберт
Август Роберт Серафим (нем. August Robert Seraphim; 20 декабря 1863, Митау — 20 февраля 1924, Кёнигсберг) — балтийско-немецкий историк.

## Биография
Сын юриста Фердинанда Серафима, брат историка Эрнста Серафима. Учился в школе и гимназии в Митаве, окончил филологический факультет Юрьевского университета (1888). Вернувшись в Митаву, работал учителем, затем изучал историю в Берлине и Кёнигсберге, в 1895 г. защитил в Кёнигсбергском университете докторскую диссертацию. С 1897 г. работал в городской библиотеке Кёнигсберга, с 1912 г. и до конца жизни её директор. Одновременно с 1899 г. преподавал в гимназии Collegium Fridericianum, с 1911 г. и до конца жизни профессор восточноевропейской и восточнопрусской истории. В 1915—1918 гг. возглавлял отдел школьного образования и церквей в администрации оккупированной немцами Курляндии.
Автор монографии «История Курляндского герцогства» (нем. Geschichte des Herzogtums Kurland; 1904). В 1906—1924 гг. редактировал журнал «Восточнопрусский ежемесячник» (Altpreußischen Monatshefte).

## Семья
Жена, София Агнес, урождённая Тилинг (1879—1969) — дочь Теодора Тилинга. Их дочь Бригитте Винклер-Серафим (1914—1972) — автор ряда статей по истории Восточной Пруссии, её сын — историк Генрих Август Винклер.